# Hernâni Ferreira da Silva
Hernâni Ferreira da Silva, mais conhecido por Hernâni (Águeda, 1 de setembro de 1931 - 5 de abril de 2001) foi um futebolista português.
Hernâni iniciou a sua carreira no Recreio de Águeda, onde alinhou nos juniores até 1950, e embora adepto declarado do Benfica, aceitou o convite do FC Porto, que representou entre 1951 e 1964, alinhando com o nº 8 na camisola, com um breve intervalo em 1952, quando alinhou no Estoril, ao abrigo da lei militar. Jogou com José Maria Pedroto, de quem foi grande amigo, e um dos seus treinadores foi Yustrich, que levou a equipa ao título de 56 mas que era conhecido por ser muito autoritário, qualidade com que Hernâni não se deu muito bem – aliás, em boa parte Yustrich deixou o clube logo a seguir por causa da contestação de Hernâni e Pedroto. Nesse ano de 56, Hernâni marcou um decisivo “penalty” nas Antas, frente à Académica, no último jogo da prova, perante um estádio em silêncio a um quarto de hora do fim.
Aos 33 anos, Hernâni colocou um ponto final na sua carreira, marcada por dois títulos nacionais (55/56 e 58/59), duas Taças de Portugal (nas mesmas épocas), 28 internacionalizações ao serviço da selecção portuguesa principal e uma na selecção B, tendo ainda jogado sete vezes pela selecção militar, da qual foi capitão – Hernâni esteve ligado aos melhores momentos desta selecção. Na Europa, Hernâni disputou quatro jogos da Taça dos Campeões Europeus e outros tantos da Taça UEFA. 
Foi ainda chefe do departamento de futebol do FC Porto e, depois de deixar o clube, Hernâni dedicou-se às suas empresas. Foi um dos ídolos da juventude de Pinto da Costa e era amigo do escritor Manuel Alegre, que fez dele uma das personagens do seu romance “Alma”. Era um virtuoso, sobretudo de pé direito, exímio marcador de livres, muito rápido, e foi um dos grandes símbolos do clube, juntamente com “Pinga”.
Morreu subitamente em sua casa, vítima de um colapso a 5 de Abril de 2001.

## Golos pela Seleção
|    | Data                   | Cidade                            | Adversário    | Resultado | Competição                     |
| -- | ---------------------- | --------------------------------- | ------------- | --------- | ------------------------------ |
| 1. | 22 de novembro de 1953 | Estádio Nacional do Jamor, Lisboa | África do Sul | 3 – 1     | jogo amigável                  |
| 2. | 18 de dezembro de 1955 | Beşiktaş İnönü Stadyumu, Istambul | Turquia       | 1 – 3     | jogo amigável                  |
| 3. | 16 de maio de 1959     | Estádio dos Charmilles, Genebra   | Suíça         | 3 – 4     | jogo amigável                  |
| 4. | 16 de dezembro de 1962 | Estádio do Restelo, Lisboa        | Bulgária      | 3 – 1     | Qualificações para o Euro 1964 |
| 5. | 16 de dezembro de 1962 | Estádio do Restelo, Lisboa        | Bulgária      | 3 – 1     | Qualificações para o Euro 1964 |